# Bauer Ervin
Bauer Ervin (Lőcse, 1890. október 19. – Leningrád, 1938. január 11.) orvos, elméleti biológus. Bátyja Balázs Béla költő, filmrendező, nővére Bauer Hilda.

## Életpályája
Bauer Simon és Lévy Eugénia (Jenny) fiaként született zsidó családban. Szegeden, Budapesten, majd Göttingenben tanult. 1914-ben szerzett orvosi diplomát, 1916-ban Bécsben a Wagner Jauregg Klinikán dolgozott. 1918-ban hazatért, 1919-ben belépett a KMP-be, a Tanácsköztársaság idején politikai szerepet vállalt. A bukás után emigrált; Bécsbe, Göttingenbe, majd Prágába költözött, ahol egyetemi asszisztensként dolgozott. 1924-ben Berlinben rövid ideig egy rákkutató intézetben dolgozott. 1925-ben emigrált a Szovjetunióba, 1933-tól Leningrádban élt. 1935-ben publikálta Elméleti biológia című könyvét, melyben leírta az élő rendszerek termodinamikai jellemzőit. Dolgozatai nagy hatást gyakoroltak a szovjet természettudomány fejlődésére.  
Bauert és második feleségét 1937. augusztus 4-én tartóztatta le az NKVD, majd 1938. január 11-én agyonlőtték őket.

## Családja
Első felesége, Kaffka Margit 1918-ban meghalt az első férjétől született fiával együtt, második felesége Szilárd István Béla és Berger Ernesztin lánya, Szilárd Stefánia matematikus volt, akivel 1919. május 25-én lépett házasságra Budapesten. A két tanú Bauer sógornője és Seidler Ernő felesége volt. 
Két fia a második házasságából: Bauer Mihail (1924–) és Bauer Karl (1934–).

## Művei
- Бауэр Э. С.: Физические основы в биологии. Изд. Мособлздравотдел, 1930. 103 с.
- Бауэр Э. С.: Теоретическая биология. Изд. ВИЭМ, 1935. 206 с.
- Elméleti biológia (Tyeoretyicseszkaja biologija); oroszból ford. Müller Miklós, szerk., bev., jegyz. Ákos Károly; függelék: A természettudományos biológia alapelvei és ezek alkalmazása a fiziológiában és a patológiában (Die Grundprinzipien der rein naturwissenschaftlichen Biologie). Akadémiai, Bp., 1967
- Bauer E. S.:Теоретическая биология = Theoretical Biology. Reprint of the 1935 Edition with a Preface, a Biographical and Critical Essay. [Kétnyelvű, orosz-angol kiadás, rövidített angol nyelvű szöveggel]  Akadémiai, Bp., 1982
- Tyeoretyicseszkaja biologija; Rosztok, Szankt-Petyerburg, 2002 (Fundamentalʹnaja nauka)
- Grandpierre Attila, Müller Miklós, Elek Gábor: Bauer Ervin élete és munkássága. Főműve, az Elméleti biológia teljes szövegével. L'Harmattan, Bp., 2022